# Skals
Skals es un pueblo danés incluido dentro del municipio de Viborg, en la región de Jutlandia Central.

## Historia
La localidad fue una pequeña aldea con iglesia —construida en 1100— hasta la llegada del ferrocarril en 1893. En concreto de una línea que conectaba Løgstør —situado en la costa— con la cercana e importante ciudad de Viborg.
El establecimiento de una estación propició la aparición de servicios, comercios e industria. A pesar de la desaparición del ferrocarril en 1959, buena parte de esta infraestructura se pudo mantener hasta la actualidad.

## Geografía
Skals se sitúa en la parte norte de la península de Jutlandia, en su área central. Las localidades vecinas son las siguientes:
| Noroeste: fiordo Hjarbæk | Norte: Låstrup | Noreste: Skringstrup |
| Oeste: fiordo Hjarbæk    |                | Este: Løvel          |
| Suroeste: fiordo Hjarbæk | Sur: Viborg    | Sureste: Løvel       |

Su territorio es mayormente plano, con suaves colinas y dedicado a la agricultura. Esta es explotada mediante buen número de granjas situadas en el campo. El río Simested atraviesa el término por el  norte y el Skals lo hace por el sur. Ambos desembocan en el fiordo Hjarbæk que limita el término por el oeste.

## Comunicaciones

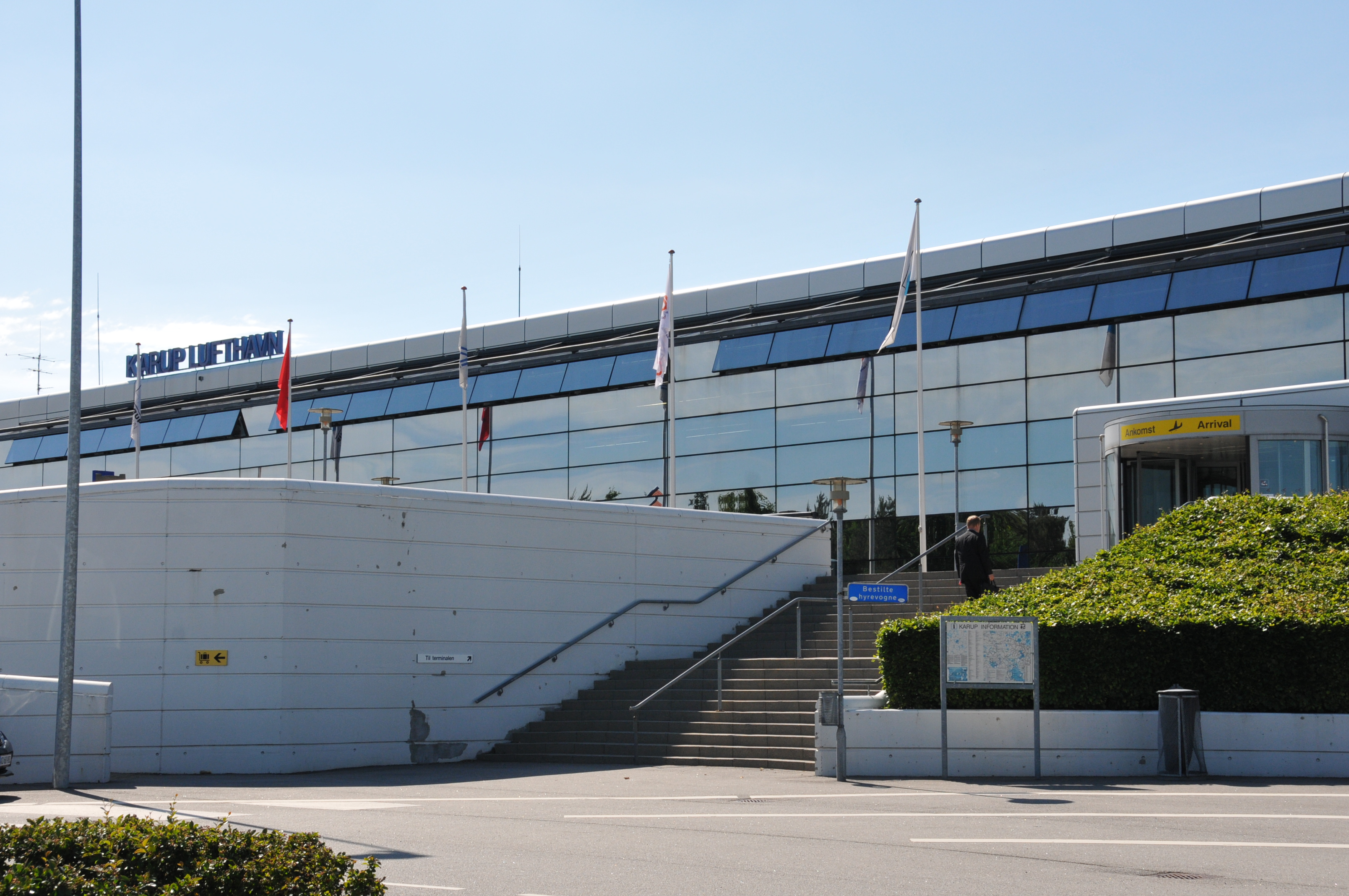
El aeropuerto de Karup es el más cercano a la localidad.

Por Skals no pasa ninguna autopista (motorvej) ni carretera nacional (motortrafikvej). Su territorio es atravesado de norte a sur por la carretera regional (landevej) n.º 553 que discurre entre Løgstør al norte y Viborg al sur. Varias carreteras locales permiten conectar la localidad con la carretera nacional n.º 13 que discurre por el este de su territorio.
En la población tienen parada las siguientes líneas de autobús:
| Líneas de autobuses en Skals |                                              |
| Número                       | Recorrido                                    |
| 67                           | Viborg – Skals – Gedsted – Farsø – Aars      |
| 761                          | Skals – Nørre Rind – Ulbjerg – Skals         |
| 766                          | Viborg – Skals – Møldrup – Klejtrup – Lindum |
| 482                          | Tangsø – Skalstrup – Nees – Tangsø           |

No cuenta con conexión ferroviaria. La estación de tren más cercana se encuentra a 14 km en Viborg donde se puede acceder mediante autobús. 
Los aeropuertos más cercanos son los de Karup (40 km); Aalborg (80 km) y Aarhus (102 km).

## Demografía
| Población de Skals entre 2010 y 2017 |
|                                      |
| Fuente: Statistics Denmark.          |

A 1 de enero de 2017 vivían en la localidad 1839 personas de las que 891 son hombres y 948 mujeres. Skals está integrado dentro del municipio de Viborg y supone el 2% del total de su población. La densidad de población en este municipio era de 68 hab/km² muy inferior a la del total de Dinamarca que se sitúa en 133 hab/km².

## Economía
Además del sector primario representado por una agricultura dedicada mayoritariamente al cereal, existe un sector secundario con industria entre la que destaca una fábrica de sillas que en 2017 daba empleo a 130 personas.
Dentro del sector terciario se encuentran instalaciones deportivas, una clínica veterinaria, un supermercado, establecimientos de hostelería y otros tipos de pequeño comercio.

## Educación
A pesar de su reducido tamaño, la población cuenta con una amplia oferta educativa. Tiene una escuela para educación primaria y secundaria donde trabajó como profesor Anders Fogh Rasmussen, primer ministro danés entre 2001 y 2009 así como secretario general de la OTAN entre 2009 y 2014.
Para la educación secundaria tiene un centro donde se ofrece el IGCSE o International General Certificate of Secondary Education. Debido a esto, a él asisten alumnos de varios países.
En Skals también se encuentra una escuela privada de diseño, moda y artesanía creada en 1959 por Gunhild Gaardsdal, una profesora que había comprado el edificio de la antigua escuela local de primaria.

## Turismo

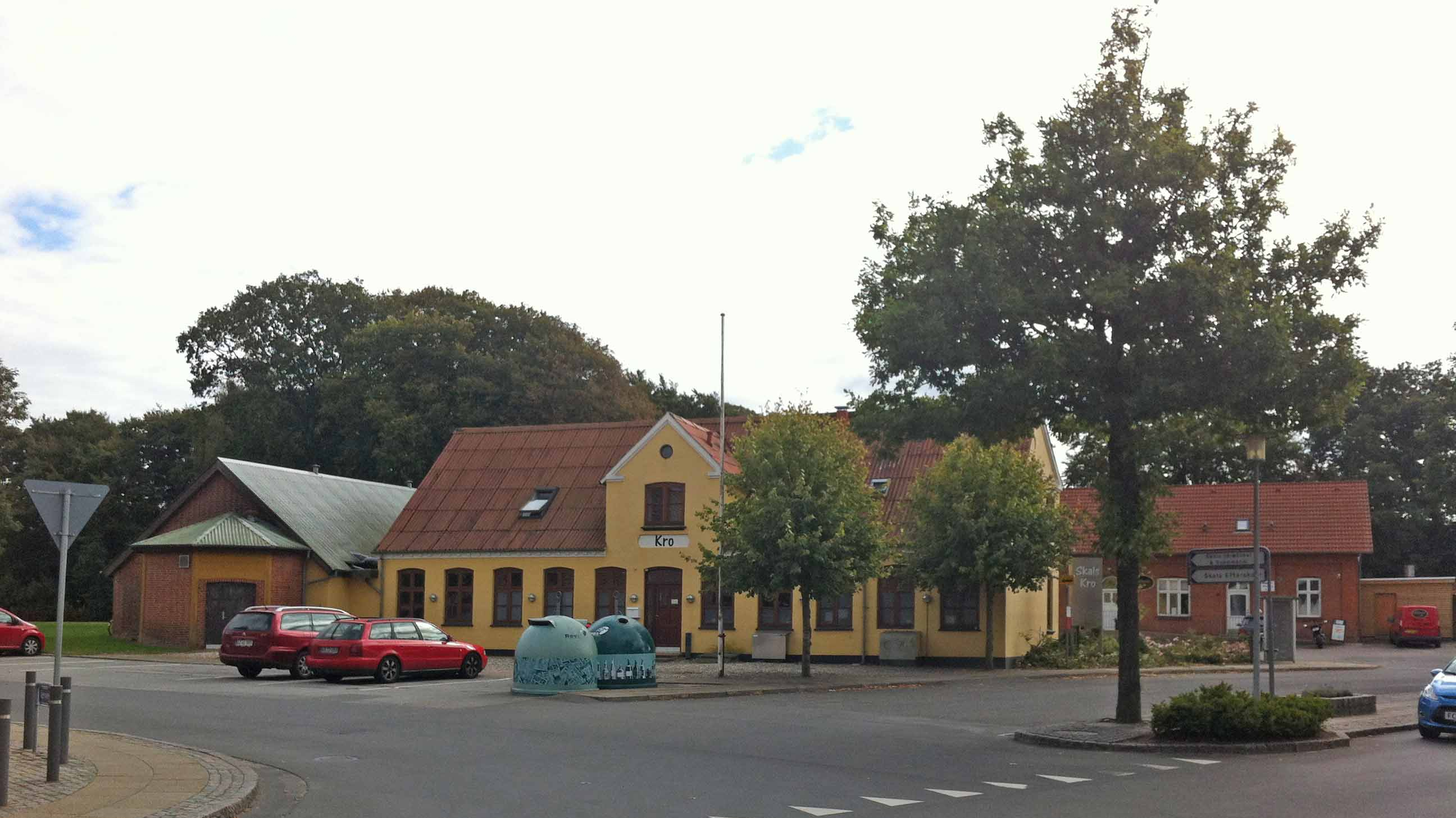
Skals Kro, establecimiento hostelero que también funciona como albergue para senderistas.

La oferta turística de Skals está centrada en su entorno natural. Gracias a la circunstancia de que su territorio está rodeado por agua (dos ríos y un fiordo), es una zona con un marco favorable para la pesca. También cerca del casco urbano existe un campo de golf con 27 hoyos.
La antigua vía de tren ha sido reconvertida en una pista para el senderismo y el ciclismo. Por ella pasa la ruta de larga distancia denominada Hærvejen que discurre entre Hirtshals y Padborg. Para acoger a sus visitantes, la localidad cuenta con infraestructura de alojamiento y hostelería.